# Das Geheimnis der drei Dschunken
Das Geheimnis der drei Dschunken (en italiano: A-009 missione Hong Kong, conocida en español como Misión en Hong Kong en España y El dragón rojo en México) es una película de espías italiana-alemana occidental de 1965 dirigida por Ernst Hofbauer y protagonizada por Stewart Granger, Rosanna Schiaffino y Margit Saad. Fue lanzado en Alemania como Das Geheimnis der drei Dschunken y A 009 Missione Hong Kong en Italia. Fue lanzado en los Estados Unidos como una película doble con Lightning Bolt de Woolner Brothers en 1967 bajo el título Code Name Alpha.
Los decorados de la película fueron diseñados por el director de arte Max Mellin. Se rodó en locaciones de Hong Kong.
La película está basada en la novela de 1952 Les Gentlemen de Hong Kong de Georges Godefroy, que se adaptó primeramente como la película de espías francesa La rivière des trois jonques (1957) ambientada en Saigón.

## Argumento
En un parque de Hong Kong, un hombre roza el brazo de una chica sentada en un banco, y ella cae al suelo, asesinada. Inmediatamente después, el hombre también muere. Resulta que la mujer estaba relacionada con una red de contrabando de joyas y el hombre era un agente federal. El agente del FBI Michael Scott recibe la tarea y encuentra una manera de introducir a la agente Carol en la banda de contrabandistas. Carol va a trabajar para Pierre Milot, que trabaja para los contrabandistas.

## Reparto
- Stewart Granger como Michael Scott.
- Rosanna Schiaffino como Carol.
- Paul Klinger como Norman.
- Margit Saad como Blanche Coty.
- Sieghardt Rupp como Pierre Milot.
- Helga Sommerfeld como Danny Davis.
- Franco Fantasia como Robert Grant.
- Harald Juhnke como Smoky.
- Chitra Ratana como Mai Tim.
- Paul Dahlke como Harris.
- Suzanne Roquette como Linda Wells.
- Horst Frank como Pereira.

## Recepción
El Lexikon des internationalen Films escribió que la película era «Entretenimiento de aventuras muy emocionante con el exótico telón de fondo de Hong Kong». El Evangelischer Filmbeobachter describió a la película como «Un libro de cuentos de Asia oriental inusualmente elaborado con sencillez. A partir de los 16 años, es casi un hábito que se rompe».
Leonard Matlin escribió en TV Movies sobre la película, estrenada en países de habla inglesa en 1967 con el título Red Dragon: «Guion de buen ritmo pero predecible».